# Maggie Hassan
Maggie Hassan, född 27 februari 1958 i Boston, Massachusetts, är en amerikansk demokratisk politiker, jurist och New Hampshires guvernör 2013–2017. Sedan 2017 är hon senator för New Hampshire i USA:s senat.
I senaten tjänstgör hon tillsammans med Jeanne Shaheen, en annan tidigare guvernör. Hassan och Shaheen är de enda två kvinnorna i amerikansk historia som har valts till både guvernör och amerikansk senator.

## Biografi
Hassan avlade kandidatexamen vid Brown University och juristexamen vid Northeastern University.
I guvernörsvalet 2012 besegrade Hassan republikanen Ovide M. Lamontagne.
Den 8 november 2016 vann Hassan senatsvalet i New Hampshire med 48 procent av omröstningen, mot republikanen Kelly Ayotte som fick 47.8 procent av rösterna.
Hassan har två vuxna barn, varav det äldre, Ben, har cerebral pares.